# Aguaneve
Aguaneve (ou água-neve) é a neve parcialmente fundida que cai ao solo com traços de cristalização. Normalmente é transparente, não branca como a neve em sentido estrito, mas pode conter uma certa quantidade de neve em seu interior.
A aguaneve cai normalmente quando a temperatura está entre os 2 ºC e 3 ºC e nos estratos superiores da atmosfera a temperatura é inferior. Portanto, pelo gradiente térmico no solo, a neve que havia permanecido nessa condição até os 100-200 metros, derrete porque encontra temperaturas mais altas. Nem toda a neve consegue converter-se ao estado líquido e então se estabelecem as condições para a aguaneve.